# Dùi cui
Dùi cui là một loại gậy bằng gỗ, kim loại hoặc cao su có độ dài khoảng 50 cm, phần chuôi có dây để lồng vào tay cho chắc. Đây là một loại vũ khí thường được trang bị cho cảnh sát. Ngày nay còn có một loại vũ khí nữa được gọi là dùi cui điện có khả năng phóng ra tia điện có điện áp khoảng 50kv đến 800kV. Người sử dụng chỉ cần bấm nút thì đầu dùi cui sẽ phóng điện ra. Tia điện này có khả năng làm một con lợn nặng 70 kg bất tỉnh trong 10 phút. Vũ khí này chạy bằng pin 9 V hoặc pin sạc, nó chỉ gây ra đau đớn tức thì chứ ít khi gây ra các tổn thương lâu dài như các loại vũ khí khác, vì vậy thường được cảnh sát sử dụng để trấn áp các vụ bạo động. Giá cả của loại vũ khí này khoảng 25 - 60 USD, loại đặc biệt có giá tới 500 USD, loại này trong tiếng Anh gọi là taser gun, có dòng điện đầu ra là khoảng 300 000 V, có hình dạng của một khẩu súng, có ống ngắm laser, khi bắn thì nó bắn ra hai viên đạn có mũi nhọn và có khía như dạng cái móc câu (để không bị trượt ra khi đã được bắn vào mục tiêu). Hai viên đạn này được nối với bộ phận đổi điện cao áp được đặt trên súng bằng hai sợi dây điện nhỏ, để truyền điện cao áp tới mục tiêu. Bộ phận để bắn đạn dùng khí gas nén (loại gas dùng cho súng hơi airsoft) hoặc dùng pít tông.